# Stadtkirche Bärenstein

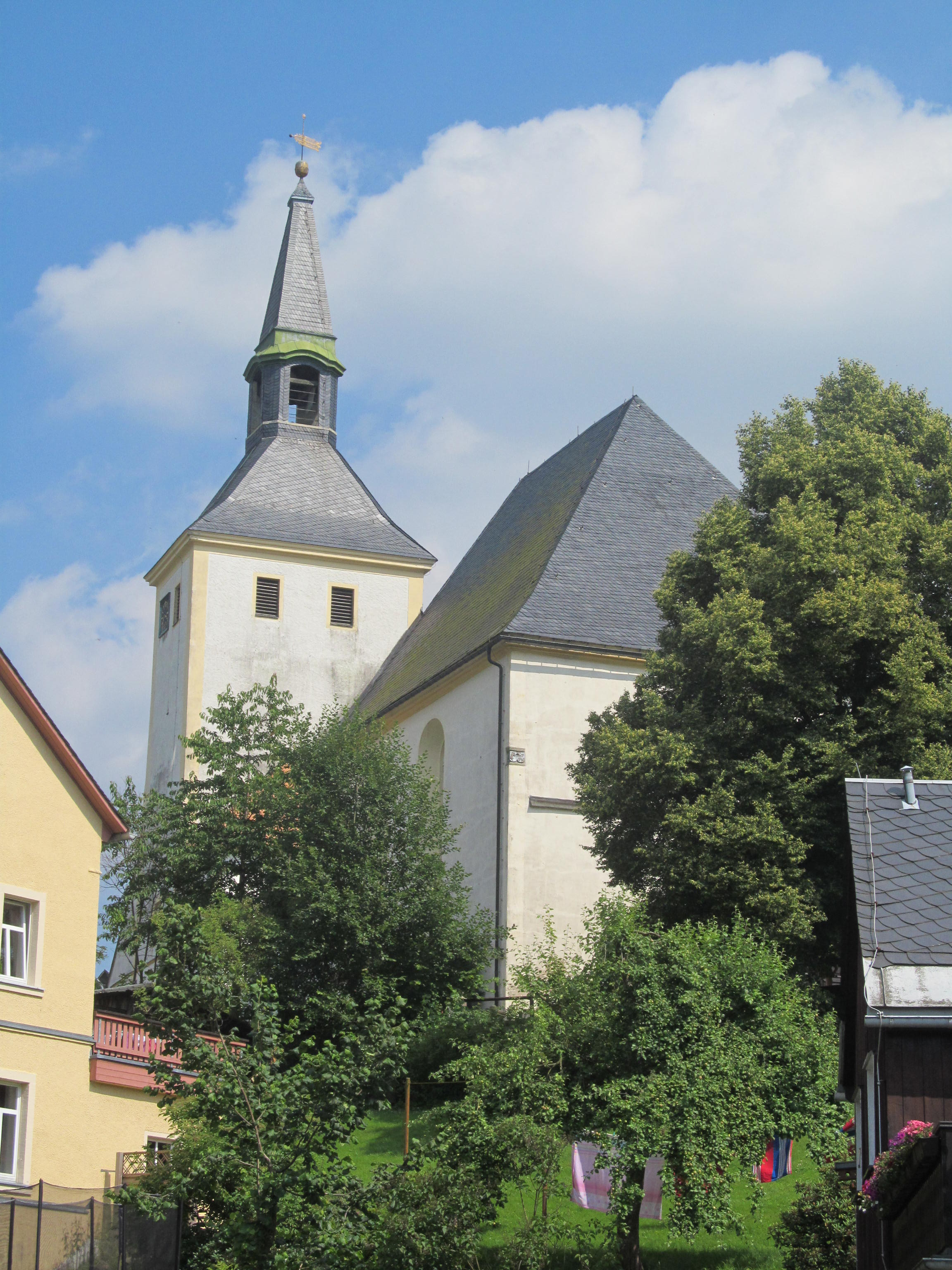
Stadtkirche Bärenstein

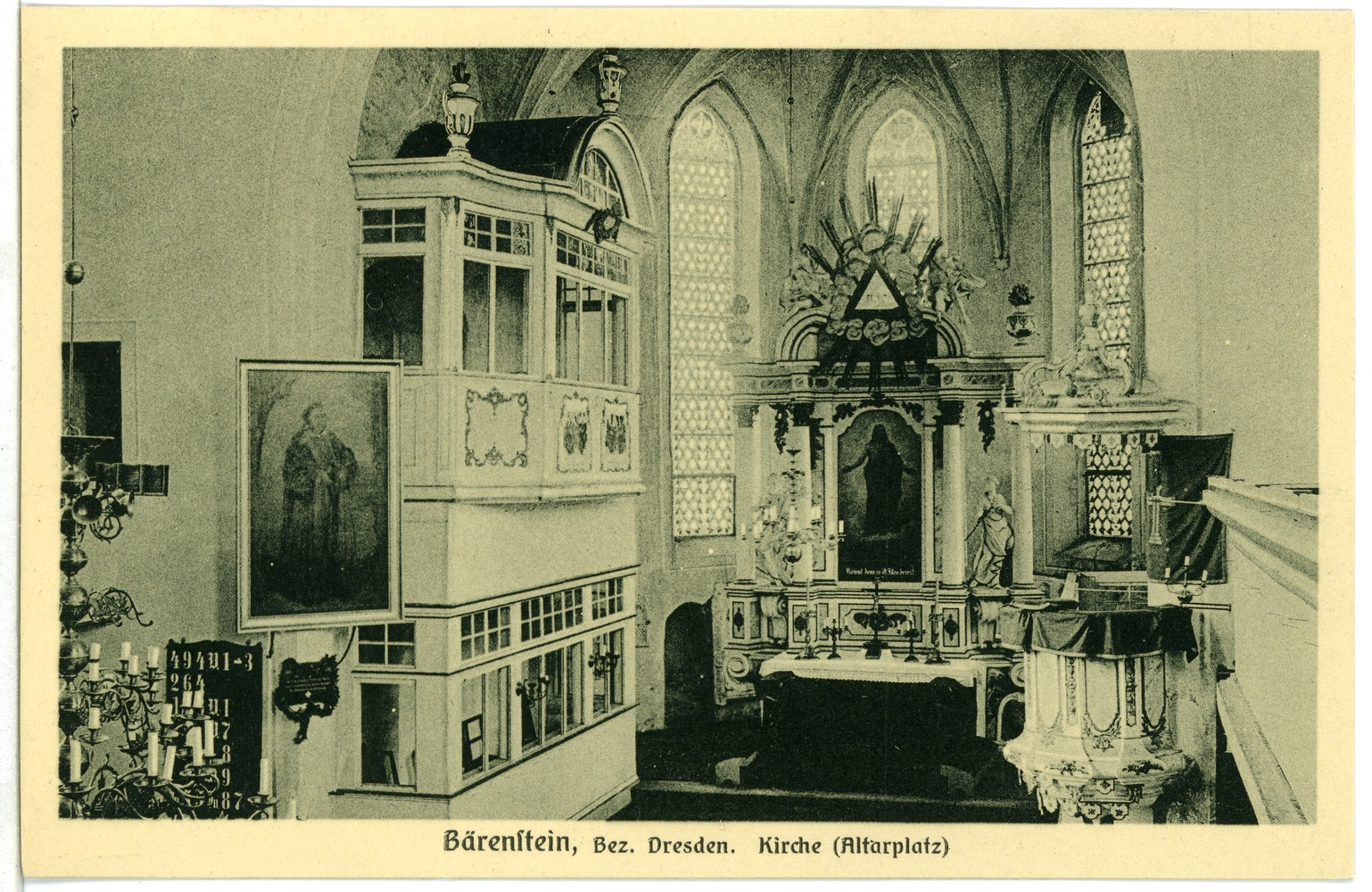
Historische Innenansicht 1907

Die evangelische Stadtkirche Bärenstein ist eine spätgotische Saalkirche im Ortsteil Bärenstein von Altenberg im Landkreis Sächsische Schweiz-Osterzgebirge in Sachsen. Sie gehört zur Kirchengemeinde Bärenstein in der Vereinigten Kirchgemeinde Glashütte im Kirchenbezirk Freiberg der Evangelisch-Lutherischen Landeskirche Sachsens.

## Geschichte und Architektur
Die Kirche Bärenstein stammt aus dem Jahr 1495 und wurde nach mehreren Bränden in den Jahren 1738–1740 durch Johann Christian Simon und Johann Gottlieb Ohndorff erneuert. Umfangreiche Restaurierungsarbeiten erfolgten in den Jahren um 1970, wobei Restaurierungen der barocken Innengestaltung und der Ausstattungsstücke vorgenommen wurden.
Von dem spätgotischen Bauwerk sind die Umfassungsmauern und das Chorgewölbe erhalten. Das Bauwerk ist mit einem großen, etwa quadratischem Saal und Rundbogenfenstern sowie einem stark eingezogenem Chor mit Strebepfeilern, Dreiachtelschluss und Spitzbogenfenstern versehen. Der wuchtige, quadratische Turm befindet sich an der Nordseite, mit einer daran östlich anschließenden kleinen Sakristei mit Pultdach und einem westlichen Treppenhaus.
Das Innere ist ein heller flachgedeckter Raum mit eingeschossigen Emporen an der drei Seiten sowie einer Orgelempore im Westen. Der zweijochige Chor ist mit Kreuzrippengewölbe geschlossen; an der Nordseite befindet sich die zweigeschossige verglaste Herrschaftsloge mit der Jahreszahl 1741.

## Ausstattung
Das Hauptstück der Ausstattung ist ein barocker Altaraufbau, das von Säulen gerahmte Altarbild vom Ende des 19. Jahrhunderts zeigt Christus als Auferstandenen. Die wohlgestaltete Kanzel und Taufe stammen aus der Zeit der Neugestaltung mit einheitlicher Farb- und Formgebung, ebenfalls der Orgelprospekt.
Die Orgel ist ein Werk von Kohl (Bautzen) aus dem Jahr 1862 unter Verwendung des Prospekts und eines Teils der Register von Johann Ernst Hähnel aus den Jahren 1741–43. Im Jahr 1932 erfolgte ein Umbau durch Barth & Boscher auf pneumatische Kegelladen. Der historische Bestand der Orgel umfasst das Gehäuse sowie einige Register der Orgel von Hähnel.
Im Chorpolygon stehen drei sehr gut erhaltene Bildnisgrabsteine, welche die Verstorbenen jeweils in voller Rüstung zeigen: Waltzig von Bernstein († 1492), datiert 1522; Christoph von Bernstein († 1612), sowie eine freistehende barocke Renommiergestalt, Hans Heinrich von Schönberg († 1703).
In der Sakristei befinden sich eingemauerte Reste eines Epitaphs oder Altars: zwei gut erhaltene Sandsteinreliefs mit Abendmahl und Auferstehung zwischen kleinen Säulen, daneben sehr schlecht erhaltene Stifterfiguren, Schrifttafeln und Bruchstücke von Beschlagwerk aus der Zeit um 1580 aus der Werkstatt des Samuel Lorentz aus Freiberg.